# Missouri Mountain
Pour les articles homonymes, voir Missouri.
Missouri Mountain est un sommet montagneux américain dans le comté de Chaffee, au Colorado. Il culmine à 4 288 mètres d'altitude dans les pics Collegiate. Il est protégé au sein de la forêt nationale de San Isabel et de la Collegiate Peaks Wilderness.